# 蟠蛇森
蟠蛇森（ばんだがもり）は、高知県須崎市と高岡郡佐川町と津野町にまたがる不入山系に属する標高769.8mの山である。四国百名山に選定されている。
須崎市の市街地から臨め、アンテナ塔があるのでよくわかり、山頂まで車道が通じていて簡単に頂上に立てる。山頂表示板の横に展望塔があり南側の須崎湾の展望が見渡せる。三角点は少し離れた草原にある。大蛇伝説がある山で、かつて大蛇が美しい乙女に化け、人々を惑わかしたという伝説が残っている。

## ギャラリー

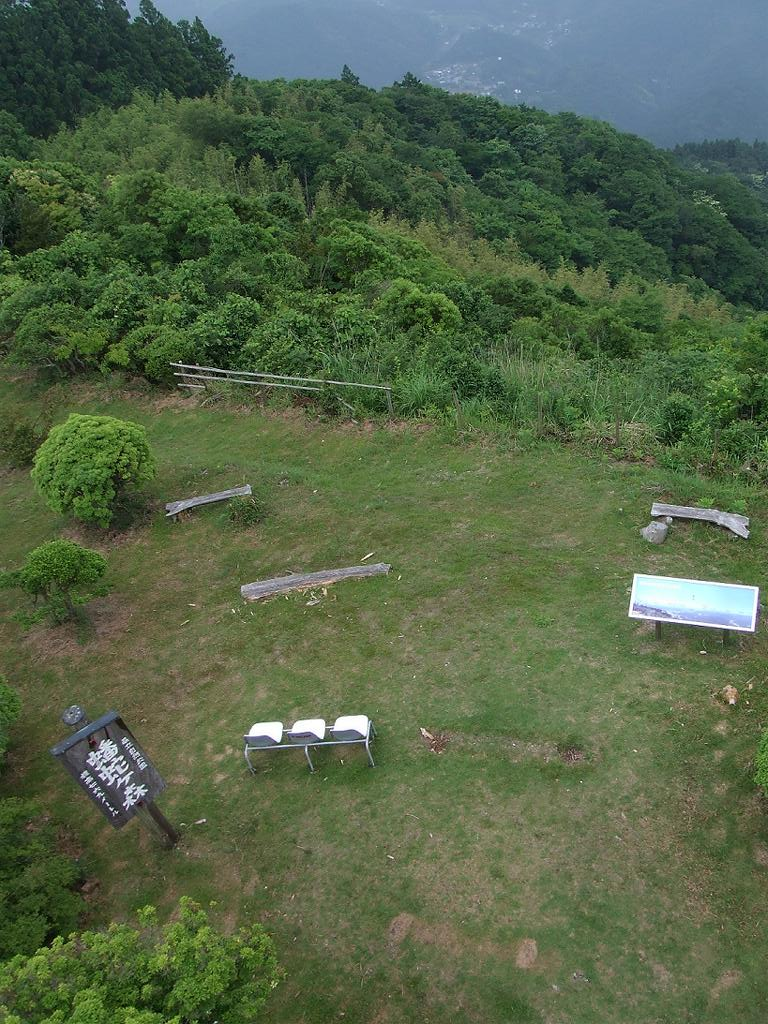
山頂
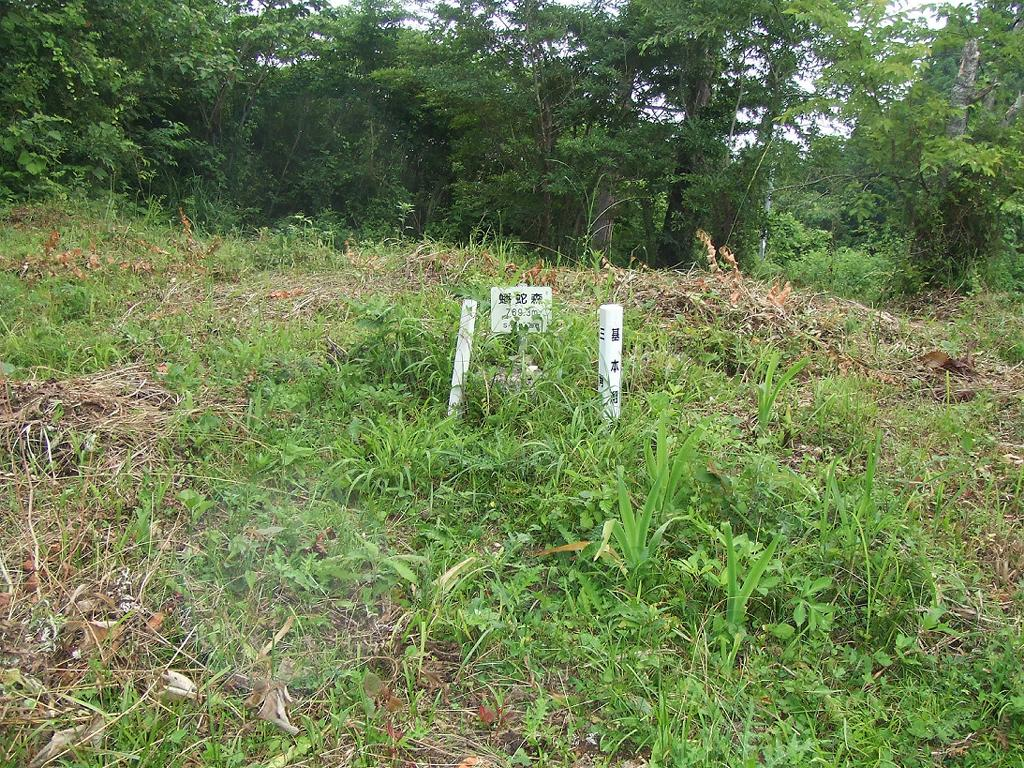
頂上一等三角点